# 冥水墓群
冥水墓群，位于中国甘肃省瓜州县，为一个省级文物保护单位，类型为古墓葬。
冥水墓群的历史年代为汉至魏、晋。